# بينيتو إراولا فيرغارا
بينيتو إراولا فيرغارا هو عالم نبات فلبيني، ولد في 23 يونيو 1934، وتوفي في 24 أكتوبر 2015.